# اندیس کرومیت میرآباد
کرومیت میرآباد یک اندیس فلزی است که در  استان سیستان و بلوچستان قرار دارد و مادهٔ معدنی موجود در آن، کرومیت است.سنگ میزبان این اندیس Altred tectoni۳ed pridolite است و دیرینگی آن به دوران کرتاسه می‌رسد. 